# Hospitalizmus
A hospitalizmus vagy hospitalizáció tágabb értelemben, olyan magatartászavar, mely hosszabb intézeti (kórház, nevelőotthon, szociális otthon, intézet stb.) tartózkodásra vezethető vissza. Minden hospitalizációs ártalom, testi-lelki károsodás kimutatható a hosszabb ideig intézeti körülmények között élő gyermekek és felnőttek esetében egyaránt. 

## Első megfigyelések
A folyamatot először majmoknál figyelte meg és írta le Harry Harlow. A rhesus majmok esetében a hospitalizmus a korai életkorban elszenvedett szociális elszigeteltség nyomán részvétlenség, mozgásnyugtalanság formájában nyilvánult meg.
A hospitalizmus tüneteit a magyar származású pszichoanalitikus, René Árpád Spitz írta le 1945-ben, amikor a gyermekek kórházi vagy intézeti elhelyezése alatt kialakuló pszichés károsodásokat vizsgálta, amelyek az anyától való elszakadás nyomán jelentkeztek.

## Hospitalizmus gyermekkorban
Pszichés hospitalizmusnak nevezik a csecsemőknél és kisgyermekeknél hosszabb kórházi tartózkodás után vagy gyermekek és fiatalok intézeti nevelése során az érzelmi elsivárosodás következtében kialakuló zavarokat. Spitz árva és családban illetve börtönbölcsődében nevelkedő csecsemőket hasonlított össze. Azt figyelte meg, hogy a családban vagy rossz körülmények között cseperedő csecsemők fejlődését, az őket körülvevő környezet nem befolyásolja maradandóan, azonban az árvaházban nevelkedő csecsemők esetében 40%-os fejlődésbeli lemaradás tapasztalt egy év alatt. A gyermekek anya, vagyis elsődleges kötődés hiányában, a testi és érzelmi romlás jeleit egyaránt mutatták. Az olyan gyerekeknél akik fél éves korukig nem kerültek örökbefogadásra, állandósultak a hospitalizmus jelei, a szegényes mimikai, közönyösség, tompaság, tétlenség, álmatlanság, kontaktuskerülés és a lassú, nem megfelelő fejlődés.
Az anya nélküli élet negyedik évében, a gyermekeknél hosszú távon fennmaradó pótcselekvések jelennek meg, mint a himbálás, ujjszopás, maszturbáció.
Hospitalizmus a családban nevelkedő csecsemők esetében is kialakulhat abban az esetben, ha az anya elutasítóan bánik gyermekével és így nem történik meg a csecsemő érzelmi szükségleteinek kielégítése vagy abban az esetben, ha az anya bár érzelmileg megfelel a gyermek igényeinek a nevelés terén azonban elhanyagolja őt. 
Idősebb árvaházban nevelkedő gyermekek esetében, e zavarok beilleszkedési nehézségekben, kontaktusszegénységben, monoton testmozgásokban, öncsonkítási hajlamban, infekciós betegségek iránti fogékonyságban nyilvánulnak meg.
John Bowlby brit pszichiáter és pszichoanalitikus azt figyelte meg, hogy azok, akik csecsemő- illetve gyermekkorukat intézetben töltötték, személyiségi jellegzetességeik folytán nagyobb eséllyel válnak bűnözővé, társadalomellenessé, könnyelműbben létesítenek szexuális kapcsolatot. A nők felelőtlenebbűl szülnek és nagy eséllyel ugyanúgy nem törődnek megszületett gyermekükkel, ahogyan a szüleik sem törődtek velük.
A mai vizsgálatok azt mutatják, hogy a csecsemőkorban szerzett károsodás enyhíthető, amennyiben adott a lehetőség a szeretetteljes kapcsolat kialakulására gyermek és nevelő vagy gyermek és a pótanya között.

## Hospitalizmus felnőttkorban
Hospitalizációs folyamat felnőttek esetében is megfigyelhető, főleg a hosszú kórházi tartózkodásra kényszerült betegek esetében.
A kórházi tartózkodás a betegekre idegen életritmust kényszerít. A betegség viselése mellett a szobatársakhoz történő alkalmazkodás, a családjuktól való elszakítottság is hozzájárul a megterhelésekhez. A hosszú intézeti tartózkodás fokozza a szobatársaktól és az egészségügyi ellátástól való erős függőség érzetet. Ez a függőség a legerősebben a nagy létszámú, sok beteget ellátó intézményekben alakul ki. Kistner kifejtette, hogy az ilyen osztályokon nincsen lehetőség az egyéni döntésre, az privát intim szférába visszavonulásra és az inger- és élményhiány közepette a sztereotip kórházi rutinban az egyén tétlenségre és alávetettségre van kárhoztatva. Mindez „hospitalizációs szindrómához” vagy más kifejezéssel „intézeti neurózishoz”, „institucionalizmushoz” vezet. Az állapotot az érdektelenség, apátia, sajátos iniciatívahiány, szociális visszavonultság jellemzi, ami az alapbetegséghez adódik.
A hospitalizáció kialakulásának okai között, az egyik legmeghatározóbb az ágyban fekvés problémája.
Sok esetben a betegek akkor is ágyban maradnak, amikor a fizikai állapotuk ezt már nem indokolja.
Az indokolatlan ágyban fekvésben sok a pszichés ok: sajátos függés, passzivitásra való készség, regresszió. 
A hospitalizmus kialakulásában szerepet játszó indokolatlan ágyban fekvés főleg idősebb embereknél figyelhető meg, akik szoronganak, például szívhaláltól rettegnek, így irtóznak az ágy elhagyásától, kizárólag ott érzik magukat biztonságban. Az ágy melege, a mozgáskorlátozottság, a kiszolgálás, a személyi higiéné (mosdás, öltözködés), az étkezés önállóságának elhagyása az említett hatást tovább fokozza.

## Külső hivatkozások
- Magyar Narancs Online Archiválva 2008. január 21-i dátummal a Wayback Machine-ben, Narancs XVII. évf. 40. szám – 2005-10-06
- Segítség tanulási- és magatartási problémákkal küzdő gyermekek szüleinek, Hudra Nikoletta pszichopedagógus honlapja
- Sulinet Digitális Tudásbázis[halott link]
- Másság.hu